# Cibele Dorsa
Cibele Dorsa (14 tháng 10 năm 1974 – 26 tháng 3 năm năm 2011) là một nữ diễn viên, người mẫu, tác giả viết văn người Brasil. Cô cũng xuất hiện trên trang bìa số tháng 4 năm 2008 của tạp chí Playboy Brazil.

## Sự nghiệp
Dorsa từng hẹn hò với doanh nhân Fernando Oliva, họ sinh được một người con trai, cũng lấy tên là Fernando. Sau khi chia tay với Fernando, cô hẹn hò với Álvaro Affonso de Miranda Neto. Dorsa và Álvaro không kết hôn nhưng họ có với nhau một con gái tên Viviane. Sau khi chia tay với Dorsa, Álvaro kết hôn với nữ vận động viên Athina Onassis Roussel.
Vào ngày 7 tháng 6 năm 2008, Cibele Dorsa bị tai nạn xe hơi trên đường giao thông, tai nạn làm người bạn lái xe với cô tử vong, trong khi đó cô cũng bị một vài chấn thương. Cô phải điều trị tại bệnh viện trong vòng một tháng, đồng thời cô phải nằm bất động trong hai tháng. Sau khi đã bình phục, cô viết cuốn sách lấy tựa đề 5:00 da Manhã (tạm dịch: 5 giờ sáng) viết về vụ tai nạn này. Năm giờ sáng là thời điểm mà sự cố xảy ra.
Năm 2010, cô hẹn hò với người dẫn chương trình Gilberto Scarpa của đài truyền hình E! Brazil. Cả hai đã có kế hoạch tổ chức đám cưới vào tháng 4 năm 2011 nhưng Scarpa đã tự tử tại căn hộ riêng vào ngày 20 tháng 1 năm 2011.